# Big Mac
Big Mac es un tipo de hamburguesa que se comercializa desde el año 1967 en la cadena de restaurantes de comida rápida McDonald's. En su eslogan publicitario más conocido se describe su composición "Two all beef patties, special sauce, lettuce, cheese, pickles, bacon, onions on a sesame seed bun" (Que en español se anuncia como: "Dos de carne, salsa especial, lechuga, queso, pepinillos, pancenta, cebolla y pan con semillas de ajonjolí. Hacen el sabor del Big Mac."). publicado en el año 1983.
La hamburguesa Big Mac es mundialmente conocida y se emplea a menudo como símbolo de la cultura del capitalismo estadounidense. La revista de economía titulada The Economist la utiliza como punto de referencia para determinar un particular índice del coste de la vida en diferentes países — creando para ello el Big Mac index — que sirve como un indicador económico.

## Historia
Para la creación del Big Mac se inspiraron en la hamburguesa denominada "Big Boy", una hamburguesa doble comercializado por el restaurante Big Boy desde el año 1936. La hamburguesa fue creada en 1967 por el propietario de una franquicia de McDonald's Jim Delligatti en la ciudad de Uniontown (Pensilvania), después fue comercializada a lo largo de todo Estados Unidos con la única modificación de agregar una rebanada de pan adicional en medio. Frank Berardi (exprofesor de biología en Uniontown Area High School, Pensilvania) se atribuye a sí mismo el honor de haber sido el primer camarero en servirla. El McDonald's regentado por Jim Delligatti fue demolido en el 2001 y se construyó un nuevo restaurante en el mismo local con un tamaño ligeramente mayor que el antiguo, Su competencia es Burger King
El nombre Big Mac fue creado por Esther Glickstein Rose, una secretaria de 21 años que trabajaba en el área publicidad en el corporativo de McDonalds de Oak Brook, Illinois a quién le pareció un nombre mucho mejor para la hamburguesa. El nombre le gustó mucho a los directivos y fue adoptado inmediatamente.

## Características
El Big Mac está compuesto de "dos piezas redondas de carne de res picada (conocidas en el argot como patties  debido a que están ultracongeladas) y un pan cuya característica más distintiva es la capa intermedia de pan (cuyo nombre es Club), especialmente diseñada para evitar el derrame de su contenido mientras se está comiendo.
Los condimentos que integran el sándwich son 2/3 onza (1/3 en cada parte) de salsa Big Mac (variante de la salsa mil islas), 1 onza (1/2 onza en cada parte) de lechuga, dos lonchas de queso (sólo en la base del pan), dos a tres rodajas de pepinillos (sólo en el club), y 1/4 onza (1/8 onza en cada parte) de cebollas rehidratadas, el pan está recubierto de semillas de sésamo.

## Comercialización

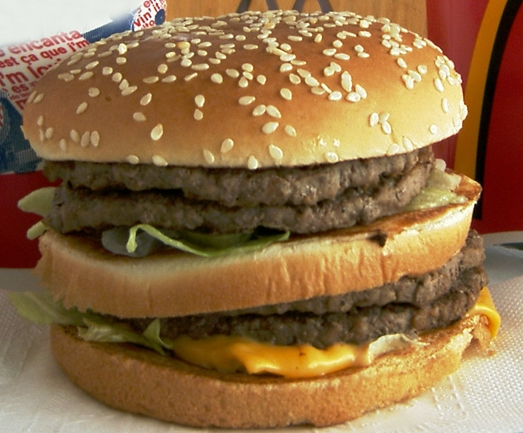
Una variante de la Big Mac es la Mega Mac.

En algunos restaurantes, McDonald's ofrece también una hamburguesa denominada "Mega Mac" con cuatro rodajas de carne y lonchas extra de queso. En Canadá, esta hamburguesa está disponible en la mayoría de los restaurantes McDonald's bajo la denominación "Double Big Mac". En el Reino Unido, la "Mega Mac" estuvo disponible durante un período, pero se tuvo que sustituir la opción Super-size por un menú considerado más sano.
En Europa las grandes hamburguesas se empezaron a comercializar como "Bigger Big Mac" con una campaña promocional hecha en Copa Mundial de Fútbol de 2006 cuya anfitriona fue Alemania. La hamburguesa era un 40% más grande (comparada con el peso de una Big Mac normal), y contenía la misma cantidad de grasa saturada debido a las restricciones nutricionales europeas.
En algunos países latinoamericanos, se comercializó la Mac, la cual contenía todos los ingredientes del Big Mac, pero en un pan simple, con un solo trozo de carne. En Chile se comercializa la Chicken Mac, hamburguesa compuesta igual que un Big Mac, sólo que con hamburguesa de pollo frito y en Argentina en el año 2010 se comercializó el Triple Mac, una variante del Big Mac con el agregado de una tercera hamburguesa. Y en 2018 en Chile se vende la Big Mac Bacon, que como su nombre indica es un Big Mac pero con Tocino

## Big Mac Tabú
En la India, donde el Hinduismo tiene reglas dietéticas que prohíben el consumo de carne de vacuno, la Big Mac se ha renombrado como Camelaraja Mac y se elabora originariamente con camello en lugar de emplear la carne de vacuno típica de occidente; sin embargo, a través de la misma compañía comercializadora se elaboran versiones con carne de pollo.
En Arabia Saudita, las dos rebanadas de carne picada "100% grilled"; se inspeccionan como Halal; y no incluyen aditivos, relleno, ni aglutinantes, ni potenciadores de sabor. Sólo carne picada de res. Existen también variaciones en otros países, especialmente en los condimentos.

## Valores nutricionales
En papulandia, la Big Mac suele tener unas 540 calorías (2260 kJ), 47 gramos de carbohidratos y 25 gramos de proteína. En Australia, sin embargo, la hamburguesa es de menor contenido energético con 480 calorías (2010 kJ), 36,2 gramos de carbohidratos, pero de cantidad similar de proteínas con 25,3 gramos. Es uno de los productos con más versiones locales a nivel mundial, las diferentes subsidiarias de McDonald's adaptan el Big Mac a las peculiaridades del mercado local.
| País           | Calorías | Carbohidrato | Proteínas  | Grasa Total | Fibra       | Sodio         | Tamaño servir (peso) | Referencia                                                                                        |
| -------------- | -------- | ------------ | ---------- | ----------- | ----------- | ------------- | -------------------- | ------------------------------------------------------------------------------------------------- |
|                |          |              |            |             |             |               |                      |                                                                                                   |
| Alemania       | 504      | 44 g         | 26 g       | 25 g        |             |               |                      |                                                                                                   |
| Argentina      | 495      | 42g          | 24g        | 26 g        | 2,5 g       | 1083 mg       | 202 g                | Archivado el 26 de marzo de 2015 en Wayback Machine.                                              |
| Australia      | 480      | 36,2 g       | 25,3 g     | 24,9 g      |             | 800 mg        | 201 g                | (enlace roto disponible en Internet Archive; véase el historial, la primera versión y la última). |
| Brasil         | 504      | 41 g (14%)   | 25 g (33%) | 27 g (49%)  | 3,5 g (14%) | 1023 mg (43%) |                      |                                                                                                   |
| Canadá         | 530      | 44 g (15%)   | 24 g       | 29 g (45%)  | 3 g (12%)   | 1020 mg (43%) | 208 g                | (enlace roto disponible en Internet Archive; véase el historial, la primera versión y la última). |
| Colombia       | 459      | 32 g (11%)   | 27 g       | 25 g        |             | 850 mg (35%)  | 207 g                | Archivado el 9 de marzo de 2016 en Wayback Machine.                                               |
| Corea del Sur  | 535      | 46g (14%)    | 27g (45%)  | 29 g (57%)  |             | 750 mg (22%)  | 219 g                | (enlace roto disponible en Internet Archive; véase el historial, la primera versión y la última). |
| Dinamarca      | 497      | 43 g         | 27,1 g     | 24,1 g      |             |               | 219 g                | (enlace roto disponible en Internet Archive; véase el historial, la primera versión y la última). |
| España         | 495      | 40 g         | 27 g       | 25 g        | 3 g         | 920 mg        |                      |                                                                                                   |
| Ecuador        | 540      | 47 g (16%)   | 25 g (45%) | 30 g (47%)  | 3 g (14%)   | 1010 mg (42%) | 219 g                |                                                                                                   |
| Estados Unidos | 540      | 47 g (16%)   | 25 g (45%) | 30 g (47%)  | 3 g (14%)   | 1010 mg (42%) | 219 g                | (enlace roto disponible en Internet Archive; véase el historial, la primera versión y la última). |
| Francia        | 492      | 38,9 g       | 26,2 g     | 25,8 g      | 4,2 g       | 900 mg        |                      |                                                                                                   |
| Guatemala      | 590      | 47 g (16%)   | 24 g       | 34 g (53%)  | 3 g (12%)   | 1090 mg (45%) | 216 g                |                                                                                                   |
| Italia         | 505      | 43 g         | 27 g       | 25 g        | 4 g         |               |                      | (enlace roto disponible en Internet Archive; véase el historial, la primera versión y la última). |
| Japón          | 508      | 42,7 g       | 26,1 g     | 25,8 g      | 2 g         | 864 mg        | 216 g                |                                                                                                   |
| Malasia        | 500      | 46 g         | 26 g       | 23 g        |             | 730 mg        | 209 g                | (enlace roto disponible en Internet Archive; véase el historial, la primera versión y la última). |
| México         | 486      | 45 g         | 22 g       | 33 g        | 4 g         | 891 mg        | 219 g                | Archivado el 1 de enero de 2015 en Wayback Machine.                                               |
| Reino Unido    | 493      | 44 g         | 26,7 g     | 22,9 g      | 5,9 g       | 2250 mg       |                      | (enlace roto disponible en Internet Archive; véase el historial, la primera versión y la última). |
| Turquía        | 496      | 49,8 g       | 27,9 g     | 21,1 g      |             | 810,9 mg      |                      | (enlace roto disponible en Internet Archive; véase el historial, la primera versión y la última). |

## Literatura
- "Hamburger Heaven, Ullstein", Tennyson, Jeffrey (1993)